# Інгурецька печера
Інгурецька печера, Інгурек (рос. Ингурекский провал, Ингурек) — карстова печера на Алтаї, Республіка Алтай, Росія. Печера комплексного (горизонтально-вертикального) типу простягання. Загальна протяжність — 250 м. Глибина печери — 75 м, амплітуда висот — 75 м. До відкриття Геофізичної печери Інгурек вважався найглибшою печерою на Алтаї. Категорія складності проходження ходів печери — 2Б. Печерою тече постійний водоток, що перехоплюється на поверхні. Печера відноситься до Східноалтайської області Алтайської провінції Алтай-Саянської спелеологічної країни. Кадастровий номер 5133/8613-1.

## Опис
Карстова печера закладена у вапняках, вмісні породи едіакарського віку.

## Дослідження
Печера була відкрита 1964 року. Перша зйомка була проведена в липні 1968 року спелеологами Томського державного університету під керівництвом В. Чуйкова.